# Isaac Newton
|  | «Newton» redirigeix aquí. Vegeu-ne altres significats a «Newton (desambiguació)». |

Sir Isaac Newton FRS (Woolsthorpe-by-Colsterworth, Lincolnshire, Anglaterra, 25 de desembre de 1642 - Kensington, Middlesex, Regne d'Anglaterra, 20 de març de 1727) fou un físic, matemàtic, astrònom, teòleg i autor anglès (descrit en el seu temps com un «filòsof natural») i és reconegut com un dels més grans matemàtics i científics de tots els temps i com una figura clau en la revolució científica.
Newton és l'autor dels Philosophiae Naturalis Principia Mathematica (Principis Matemàtics de la Filosofia Natural), publicat per primera vegada en 1687. En ell descriu la llei de la gravitació universal i les tres lleis del moviment, base de la mecànica clàssica. Newton fou el primer que demostrà que les lleis naturals governen els moviments de la Terra i dels objectes celestes. Newton també va crear un model matemàtic per a les lleis de Kepler del moviment dels planetes a partir de la llei de la gravitació universal. Així, va ampliar-les demostrant-ne que les òrbites (com les dels estels amb cua) no eren solament el·líptiques sinó que també podien ser hiperbòliques i parabòliques.
En el camp de la mecànica, Newton va enunciar els principis de conservació de la quantitat de moviment i del moment angular. En òptica, va construir el primer telescopi reflector pràctic i va desenvolupar una teoria sobre el color basada en l'observació que un prisma descompon un raig de llum blanca en els colors de l'espectre visible (colors de l'arc de Sant Martí). Són també notables els seus arguments a favor que la llum està composta de partícules (en lloc d'ones). També va formular una llei empírica del refredat i va estudiar la velocitat del so.
En matemàtiques, Newton comparteix amb Gottfried Leibniz el mèrit de la invenció del càlcul infinitesimal. També va demostrar el teorema del binomi generalitzat, va desenvolupar el «mètode de Newton» per aproximar els zeros d'una funció, i va contribuir a l'estudi de les sèries de potències enteres.

## Biografia

### Primers anys
Va néixer el 25 de desembre del 1642, any en què també va morir Galileu (corresponent al 4 de gener del 1643 del nou calendari) a Woolsthorpe-by-Colsterworth, Lincolnshire, Anglaterra. El seu pare va morir abans del seu naixement. Va néixer prematurament, i era molt petit. Quan Newton tenia tres anys, la seva mare es va casar de nou i va anar viure amb el seu nou marit, el reverend Barnabus Smith, deixant el seu fill a càrrec de la seva àvia materna, Margery Ayscough. Al jove Isaac, no li agradava el seu padrastre, i tenia un cert ressentiment contra la seva mare per haver-s'hi casat, com es veu per aquesta anotació en una llista de pecats comesos fins als 19 anys: «amenaçar el meu pare i mare Smith de cremar-los amb la seva casa».
Des dels aproximadament dotze anys fins als disset, Newton es va educar a The King's School a Grantham (on encara es conserva la seva signatura a l'ampit d'una finestra de la biblioteca). El van treure de l'escola, i l'octubre del 1659 es trobava a Woolsthorpe-by-Colsterworth, on la seva mare, que tornava a ser vídua, va intentar que fes de pagès. Ho odiava. Henry Stokes, el director de la King's School, va convèncer la seva mare que el tornés a enviar a l'escola per completar la seva educació. Motivat en part per un desig de revenja contra el pinxo de l'escola, va convertir-se en el millor estudiant.
Va realitzar els seus primers estudis universitaris el 1661, al Trinity College (Cambridge), com a sizar, una mena de tracte en què es pagava els estudis treballant per a un altre estudiant. Al començament dels seus estudis, es va interessar en primer lloc per la química, i aquest interès, segons es diu, es va manifestar al llarg de tota la seva vida. Durant el seu primer any d'estudis, i probablement per primera vegada, va llegir una obra de matemàtiques sobre la geometria d'Euclides, cosa que li va despertar el desig de llegir altres obres.
El seu primer tutor va ser Benjamin Pulleyn, posteriorment professor de grec a la universitat. El 1663, Newton va llegir la Clavis Mathematicae d'Oughtred, la traducció de Van Schooten de la Geometria de Descartes, l'Òptica de Kepler, l'Opera Mathematica de Vieta, totes editades per Van Schooten i, el 1664, l'Aritmètica de Wallis, que li serviria com a introducció a les seves investigacions sobre les sèries infinites, el teorema del binomi i certes quadratures.
El 1663, Newton va conèixer Isaac Barrow, qui li va fer classes com a primer professor lucasià de matemàtiques. En la mateixa època, Newton va entrar en contacte amb els treballs de Galileu, Fermat, Huygens i d'altres, a partir probablement de l'edició del 1659 de la traducció de la Geometria de Descartes per Van Schooten.

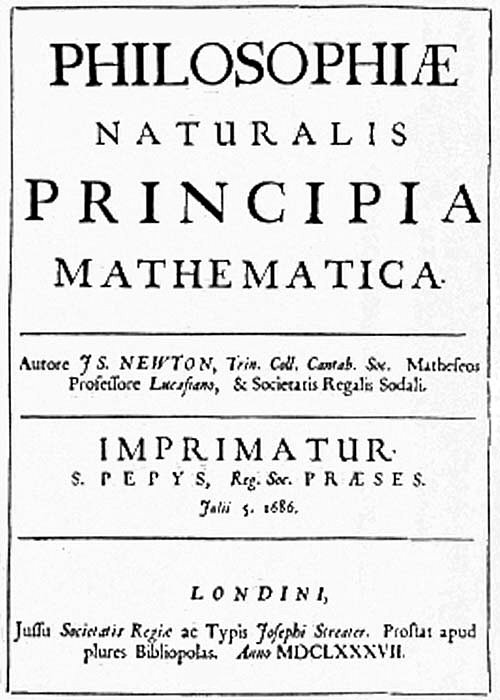
Philosophiae Naturalis Principia Mathematica de Newton

Des de finals del 1664, Newton sembla disposat a contribuir personalment al desenvolupament de les matemàtiques. Aborda llavors el teorema del binomi, a partir dels treballs de Wallis, i el càlcul de fluxions. Després, en acabar els estudis de batxiller, ha de tornar a la granja familiar a causa d'una epidèmia de pesta bubònica. Retirat amb la seva família durant els anys 1665-1666, coneix un període molt intens de descobriments: descobreix la llei de la gravitació universal, desenvolupa el seu càlcul de fluxions, generalitza el teorema del binomi i posa de manifest la naturalesa física dels colors. No obstant això, Newton guarda silenci sobre els seus descobriments i torna a Cambridge, com a fellow del Trinity College, el 1667.

### Maduresa

#### Matemàtiques
El 1669, Barrow renuncia a la seva Càtedra Lucasiana de Matemàtiques i Newton el succeeix, i ocupa aquest lloc fins al 1696. En aquella època, per ser fellow de Cambridge o Oxford calia ser ordenat capellà anglicà. No obstant això, els requeriments de la Càtedra Lucasiana establien que no es podia ser actiu dins de l'església (suposadament, per a tenir més temps per a la ciència). Newton va al·legar que això l'havia de deslliurar del requeriment d'ordenació, i Carles II, que hi havia de donar el permís, va acceptar-ho. Així, es va poder evitar el conflicte entre les posicions religioses de Newton i l'ortodòxia anglicana. El mateix any 1669, envia John Collins, per mitjà de Barrow, el seu Analysis per aequationes numero terminorum infinitas. Per a Newton, aquest manuscrit representa la introducció a un potent mètode general, que desenvoluparà més tard: el seu càlcul diferencial i integral.
Segons el cercle més pròxim a Newton, havia descobert els principis del seu càlcul diferencial i integral cap a 1665-1666, i durant el decenni següent va elaborar almenys tres enfocaments diferents de la seva nova anàlisi.

Newton recull la seva interpretació del càlcul infinitesimal en el seu llibre Tractat de les fluxions i les sèries infinites (mètode de les fluxions i les sèries infinites). Considera quantitats variables que van fluint segons el temps, anomenades fluents, i les derivades respecte del temps d'aquestes, anomenades fluxions. Les primeres són representades per les lletres x, y, z, mentre que les segones són representades per les mateixes lletres puntejades ẋ, ẏ, ż ... Representava els increments dels fluents mitjançant les corresponents fluxions de la forma ẋo, ẏo, żo..., i els anomena moments, on "o" és entès com un increment infinitesimal de temps. Newton va desenvolupar un seguit d'algorismes per tal de poder reduir problemes matemàtics tals com determinar tangents; trobar màxims i mínims; calcular àrees, superfícies, curvatura, longituds d'arcs, centres de gravetat, etc., a dos problemes fonamentals que es poden formular tant en termes mecànics com en termes matemàtics:
Problema 1. Determinació de la velocitat de moviment en un moment de temps donat segons un camí donat. És a dir, dit d'altra manera: donada la relació entre les quantitats fluents, determinar la relació de les fluxions.
Problema 2. Donada la velocitat de moviment, determinar el camí recorregut en un temps donat. Dit d'altra manera: determinar la relació entre les fluents donada la relació entre les fluxions.
Hem de notar que Newton no pensa en termes de funcions amb el significat actual d'aquest terme, sinó que imagina corbes o superfícies descrites per variables; és a dir, considera les relacions entre les fluents del tipus f(x, y, z, ...) = 0, on f per ell és una expressió analítica finita o infinita. Per tant, el primer problema plantejat es pot veure com un problema de derivació implícita: suposant coneguda l'expressió analítica que satisfan les fluents f(x, y, z, ...) = 0, obtenir l'expressió analítica F(x, y, z, ẋ, ẏ, ż, ...) = 0 que satisfan les fluxions. Per aquest problema, Newton va introduir un algorisme que sistematitzava els càlculs necessaris. Per exemple, sigui la corba d'equació
{\displaystyle x^{3}-ax^{2}+axy-y^{3}=0}
Substituint x per x + ẋo i y per y + ẏo respectivament, tenim:
{\displaystyle (x^{3}+3{\dot {x}}ox^{2}+3{\dot {x}}^{2}o^{2}x+x^{3}o^{3})-a(x^{2}+2{\dot {x}}ox+x^{2}o^{2})+a(xy+{\dot {x}}oy+{\dot {y}}ox+{\dot {x}}{\dot {y}}o^{2})-(y^{3}+3{\dot {y}}ox^{2}+3{\dot {y}}^{2}o^{2}y+y^{3}o^{3})=0}
Tenint en compte ara que x^3 - ax^2 + axy - y^3 = 0, dividint per "o" i obviant la resta de termes que contenguin a "o", resulta:
{\displaystyle 3{\dot {x}}x^{2}-2a{\dot {x}}x+a{\dot {x}}y+ax{\dot {y}}-3{\dot {y}}y^{2}=0}
Aquesta és la relació que satisfan les fluxions. A partir d'ella es pot obtenir la tangent de la corba {\textstyle x^{3}-ax^{2}+axy-y^{3}=0} en qualsevol punt {\displaystyle (x,y)} d'aquesta, que ve donada per:
{\displaystyle {\frac {\dot {y}}{\dot {x}}}={\frac {3x^{2}-2ax+ay}{3y^{2}-ax}}}

Newton aplica els resultats sobre fluents i fluxions a la resolució de multituds de problemes. Per exemple, respecte als problemes de màxims i mínims escriu:

"Quan una quantitat és la més gran o la més petita, en aquest moment el seu fluir ni creix ni decreix: si creixé, això provaria que era menor i que el que segueix seria més gran del que és ara, i recíprocament passaria si decreixés. Així, es calculi la seva fluxió com s'ha explicat al problema 1 i s'iguali a 0"
Newton utilitza el teorema fonamental del càlcul per realitzar quadratures. D'aquesta manera, per determinar l'àrea de qualsevol corba proposada, estableix una relació entre la quantitat fluent i la seva corresponent fluxió. Per aconseguir-ho, redueix la integració al procés invers del càlcul de fluxions, id est, al càlcul de primitives.
	El problema 2 tracta de resoldre una equació diferencial. Per fer-ho, Newton va considerar diverses possibilitats, resolent alguns casos particulars, utilitzant tècniques de càlcul de primitives i desenvolupament de sèries.
	En De Quadratura Curvarum (sobre la quadratura de la corba), Newton proposa fonamentar el seu càlcul de fluxions en el que anomena raons primera i última dels increments evanescents. D'aquesta manera es refereix als quocients dels increments infinitesimals de les quantitats variables; el seu objectiu és determinar-los en el moment en què tals quantitats neixen des de zero (raó primera) o s'anul·len (raó última). Podem veure un exemple en la mateixa introducció de l'obra citada, on Newton calcula la fluxió de {\textstyle x^{n}}. Per fer-ho, considera un increment "o" de manera que x passa a ser x + o. Llavors, {\displaystyle x^{n}} es converteix en:		
{\displaystyle (x+o)^{n}=x^{n}+o^{n}x^{n-1}+\left({\frac {n-1}{2}}\right)o^{2}x^{n-2}+\ldots }
on o té la mateixa relació amb {\textstyle nox^{n-1}+{\frac {n(n-1)}{2}}o^{2}x^{n-2}+\ldots } que 1 la té amb {\textstyle nx^{n-1}+{\frac {n(n-1)}{2}}ox^{n-2}+\ldots }

I, per finalitzar, diu Newton:
"Deixem ara que els increments s'anul·lin i la seva última proporció serà 1 a {\textstyle nx^{n-1}}, per tant, la fluxió de la quantitat x és la fluxió de la quantitat {\displaystyle x^{n}} serà {\displaystyle nx^{n-1}} com 1 és a {\displaystyle nx^{n-1}}."
Hi ha diferents interpretacions de les raons que portaren a Newton a exposar el seu càlcul de les maneres anteriorment exposades. La més estesa argumenta que la seva intenció era aconseguir una fonamentació rigorosa del mateix. La primera exposició, basada en el concepte de quantitat infinitesimal, entesa com una quantitat menor que qualsevol quantitat positiva però no nul·la, presentava problemes de coherència lògica dels que Newton era molt conscient. Dit amb les seves pròpies paraules, el seu càlcul estava concisament explicat més que exactament demostrat.
A De Quadrature of Curves (Sobre la quadratura de corbes), un fragment de llibre mencionat anteriorment, Newton considera les quantitats matemàtiques com a composició de parts summament petites, però generades per un moviment continu, id est, les superfícies són generades pel moviment de línies, el temps generat per un flux continu... Potser pretenia d'aquesta manera evitar l'ús dels infinitesimals estàtics o geomètrics, però realment només els va substituir pels infinitesimals de temps usats per definir els moments de les fonts. Es pot veure aquí un intent d'evitar els problemes matemàtics del continu (infinitesimals indivisibles) i traslladar-los al món físic, a la continuïtat dels processos naturals i al moviment. Tanmateix, accepta la velocitat instantània de les fluents com alguna cosa donada i, per tant, no requereix definir-la.

D'altra banda, en el mateix llibre, Newton expressa el seu propòsit d'abandonar per complet l'ús de les quantitats infinitesimals. Manifesta en aquest sentit que “errores quam minimi in rebus matehmaticis non sunt contemmendi”, és a dir, que a les matemàtiques ni tan sols els errors més petits poden ser admesos. Això era justament el que es feia quan es menyspreaven els càlculs infinitesimals. Seguidament, enuncia la seva teoria de les raons primera i última de les quantitats evanescents. Aquestes idees senyalen clarament al concepte matemàtic de límit. El que expressa Newton és, en termes actuals, el límit d'un quocient de funcions que s'anul·len. Però estem al segle xvii i es necessitaran encara quasi 200 anys per precisar matemàticament el límit, concepte que s'expressa de la següent forma:
"Les raons últimes amb les que tals quantitats desapareixen en realitat no són raons de les quantitats últimes, si no límits als que tendeix a acostar-se sempre, les raons de quantitats contínuament decreixents, límits als que poden acostar-se més que una diferència donada, però mai traspassar-lo, ni tampoc assolir-lo abans que les quantitats disminueixen in infinitum."
És a l'obra Philosophiae naturalis principia mathematica on Newton comença a formalitzar el conegut mètode de les raons primera i última, que es pot veure com una teoria cinemàtica de límits. Amb aquest mètode pretenia recuperar el rigor de la geometria en l'antiguitat:
"[…] investigar les raons primera i última de les quantitats finites, naixents o evanescents, està en harmonia amb la geometria dels antics; i m’he esforçat a provar que, en el mètode de les fluxions, no és necessari introduir en la geometria quantitats infinitament petites."
Altres autors opinen que aquests tres mètodes utilitzats per Newton responen, més que a fonamentar amb rigor el seu càlcul, a distints propòsits. Així, la teoria de les fluxions proporciona mètodes heurístics de descobriment i algorismes útils per al càlcul; la teoria de les raons primera i última serviria al propòsit de proporcionar demostracions convincents i l'ús dels infinitèsims serviria per proporcionar dreceres a les proves més rigoroses. Newton les usà simultàniament en la resolució d'una gran varietat de problemes.
Tot i que desenvolupà tres versions del seu càlcul, és a l'obra De analysi per aequationes numero terminorum infinitas (més conegut com a De Analysi) on Newton estableix una relació inversa entre el problema de les quadratures i el de tangents. Per aconseguir-ho, suposa una corba i anomena z a l'àrea entre l'eix d'abscisses x i la corba. Suposa coneguda la relació entre x i z. Encara que utilitza un exemple per explicar el seu mètode, queda perfectament clar com es faria en un cas general.
Newton no usa el significat tradicional de la integral per demostrar tal relació, és a dir, no ha interpretat la integral com un límit de sumes d'àrees infinitesimals, si no que ha provat que l'expressió que proporciona la quadratura és correcta estudiant la variació momentània de tal expressió. De fet, allò que ha provat és que la raó de canvi de l'àrea baix la corba, id est, el quocient {\textstyle {\frac {z(x+o)-z(x)}{o}}} es fa igual a l'ordenada de la corba quan o es fa molt petita. La relació simètrica entre quadratures i derivades queda així clarament exposada. Per calcular quadratures, doncs, n'hi ha prou amb calcular una antiderivada, el que avui en dia anomenem primitiva de la funció {\displaystyle y=y(x)}.
Però gairebé no en va publicar res fins al 1693, i no va completar-ho fins al 1704. Mentrestant, Leibniz havia començat a publicar els seus mètodes a partir del 1684. A més, la notació de Leibniz i el seu mètode s'havien adoptat de forma universal a Europa continental. Mentre que les anotacions de Leibniz mostren la maduració de les seves idees des de pràcticament zero, el que es conserva de Newton només mostra el producte final. Segons ell, la seva reticència a publicar-ho era deguda a la por que se'n riguin.
A partir del 1699, altres membres de la Royal Society (de la qual Newton n'era membre) van acusar Leibniz de plagi, i la disputa va ser notòria a partir del 1711. La Royal Society va publicar un estudi en què es deia que Newton era l'autèntic descobridor i deia que Leibniz era un farsant. Aquest estudi es va posar en dubte quan es va descobrir més endavant que les conclusions finals sobre Leibniz havien estat escrites per Newton en persona. Així, va començar una controvèrsia que va amargar les vides tant de Newton com de Leibniz fins a la mort d'aquest últim el 1716. Avui en dia, es creu que tots dos van desenvolupar el càlcul infinitesimal de manera independent, cadascú amb la seva pròpia notació.
Es considera que Newton és responsable també del teorema del binomi, vàlid per a qualsevol exponent. Va descobrir les identitats de Newton, el mètode de Newton; va classificar les corbes planes cúbiques polinomials de grau tres en dues variables, va fer contribucions substancials a la teoria de diferències finites, i va ser el primer d'utilitzar índexs fraccionaris i de fer servir la geometria analítica per a obtenir solucions d'equacions diofàntiques. Va aproximar sumes parcials de la sèrie harmònica amb logaritmes (com a precursor de la fórmula d'Euler-Maclaurin), i va ser el primer d'utilitzar sèries de potències amb normalitat.
Tom Whiteside, investigador de la Universitat de Cambridge, va fer una edició traduïda a l'anglès, anotada i comentada, de tots els seus escrits matemàtics, publicats i no publicats, que es va publicar en vuit volums entre 1967 i 1981 amb el títol de The Mathematical Papers of Isaac Newton, que és considerada la versió canònica del seu pensament matemàtic.

#### Mecànica i gravitació
El 1677, Newton va reprendre els seus treballs sobre la mecànica: la gravitació i el seu efecte sobre les òrbites dels planetes, fent referència a les lleis de Kepler, i parlant amb Hooke i Flamsteed. A partir de les lleis de Kepler, ja havia deduït que la gravetat havia de ser inversament proporcional al quadrat de la distància, i va calcular la força que seria necessària perquè la Terra mantingués la Lluna en òrbita, però com que partia de mesures incorrectes del radi de la terra, els resultats no li coincidien, i la va abandonar. Més endavant, però, en conèixer mesures noves més exactes, va veure comprovada aquesta conjectura i va continuar per aquesta via. Va publicar els resultats el 1684, animat pel seu amic Edmond Halley, en De motu corporum in gyrum (1684). Aquest treball ja contenia les bases de les lleis del moviment que s'enunciarien en els Principia.
Gràcies al suport moral i econòmic de Halley i de la Royal Society, publica el 5 de juliol del 1687 la seva cèlebre Philosophiae Naturalis Principia Mathematica, obra que va marcar un punt d'inflexió en la història de la ciència. En aquesta obra, Newton enunciava les tres lleis universals del moviment, que no es van millorar en més de dos-cents anys. Va utilitzar la paraula llatina gravitas (pes) per a l'efecte que s'acabaria coneixent com a gravetat, i va definir la llei de la gravitació universal:
{\displaystyle F=G{\frac {m_{1}m_{2}}{r^{2}}}}
Va tenir, a més, la gran intuïció de generalitzar aquesta llei a tots els cossos de l'Univers, amb la qual cosa aquesta equació es convertia en la llei de gravitació universal. A més, va establir la compatibilitat entre la seva llei i les tres lleis de Kepler sobre els moviments planetaris (enunciades per l'astrònom alemany Johannes Kepler entre el 1609 i el 1618).
També hi va presentar la primera determinació analítica, basada en la llei de Boyle de la velocitat del so. El fet que postulés una força invisible capaç d'actuar a grans distàncies va fer que el critiquessin per introduir "agents ocults" en la ciència.
Amb els Principia, Newton va guanyar fama internacional. Va obtenir un cercle d'admiradors, sobretot el matemàtic suís Nicolas Fatio de Duillier, amb qui va tenir una relació intensa fins al 1693, en què es va trencar bruscament, al mateix temps que Newton patia una crisi nerviosa.

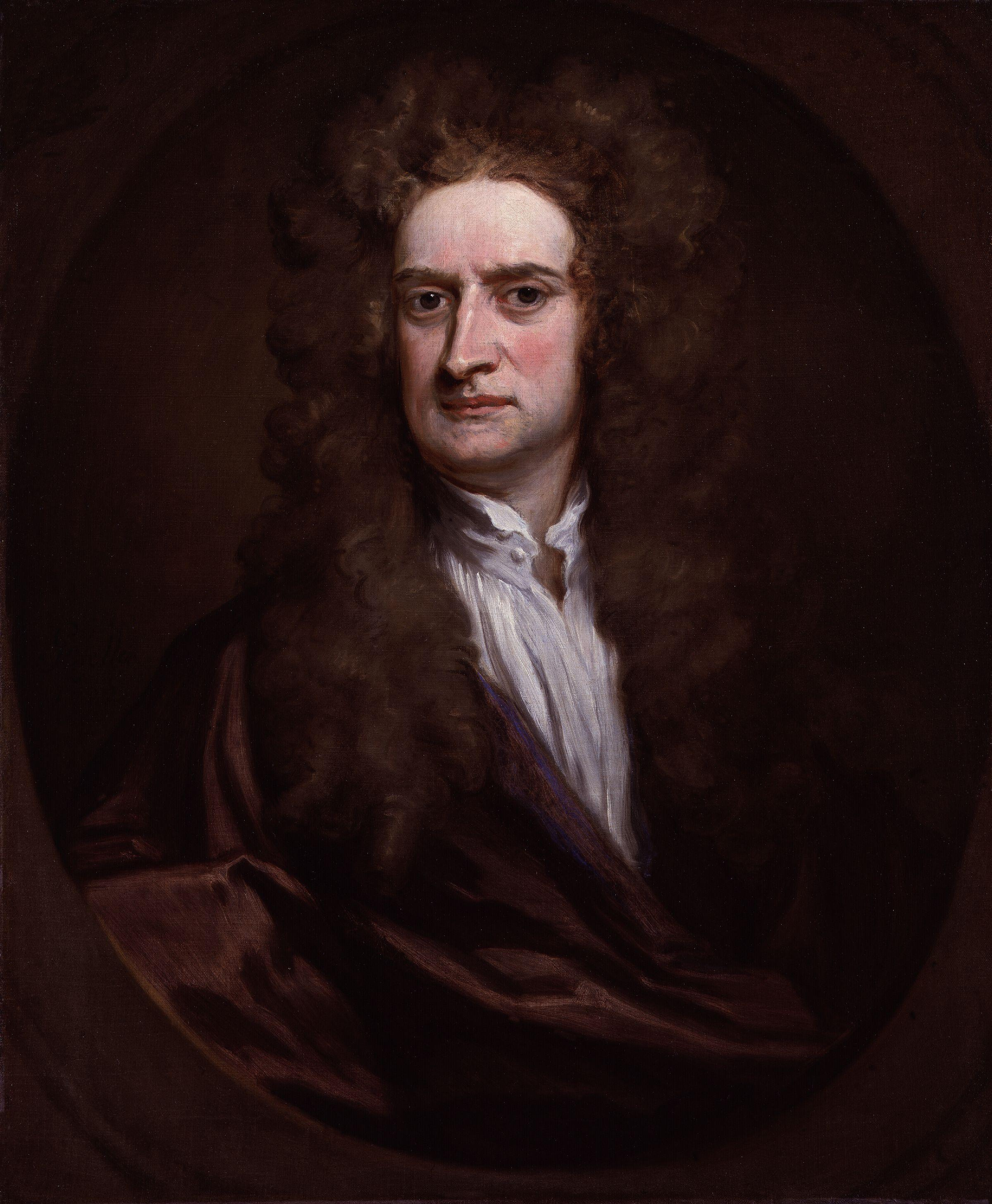
Newton retratat de nou per Godfrey Kneller el 1702

#### Òptica

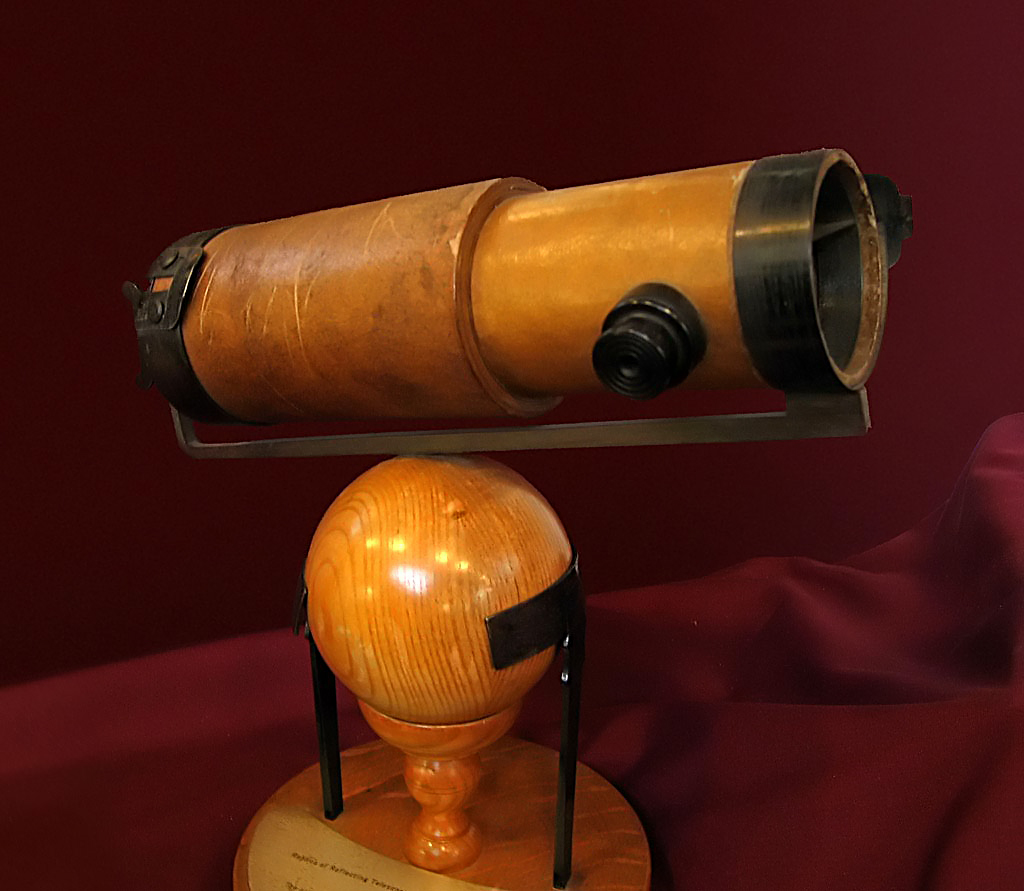
Una rèplica del segon telescopi de reflexió de Newton que va presentar a la Royal Society el 1672.

Com a professor lucasià, des del 1670 al 1672, Newton també havia de donar classes d'òptica. Durant aquest període, va investigar la refracció de la llum, i demostrà que un prisma triangular podia descompondre la llum blanca en un espectre de colors, i que una lent i un segon prisma podien recompondre l'espectre multicolor en llum blanca.
També va demostrar que la llum de color no canviava les seves propietats separant-ne un raig de color i enfocant-lo sobre objectes diversos. Newton va observar que, independentment de si es reflectia, s'escampava o es propagava, continuava sent del mateix color. Així, va observar que el color és el resultat de la interacció dels objectes amb llum que ja té un color particular, en comptes de ser una propietat de l'objecte. Això es coneix com la teoria del color de Newton.
A partir d'aquest treball, va concloure que la lent de qualsevol telescopi refractiu seria afectada per la dispersió de la llum en colors (aberració cromàtica), i com a prova de concepte va construir un telescopi fent servir un mirall com a objectiu per a evitar aquest problema. Per construir el que seria el primer telescopi reflector, va haver de trobar un material i tècnica adients per al mirall. Cap al febrer del 1669, va aconseguir de crear un instrument sense aberració cromàtica. El 1671, la Royal Society va demanar-li una demostració del seu telescopi reflector. El seu interès el va encoratjar a publicar les seves notes On Colour ('Sobre el Color'), que més endavant va ampliar en la seva obra Opticks ('Òptica'). Quan Robert Hooke i Huygens van criticar algunes de les seves idees, Newton es va ofendre tant que es va retirar del debat públic. L'enemistat amb Hooke va durar fins a la seva mort.
Segons Newton, la llum estava formada per partícules o corpuscles que es refractaven en accelerar cap a un medi més dens, però les havia d'associar amb ones per explicar la difracció de la llum (Opticks, llibre II, Props. XII-L). Físics posteriors van afavorir una explicació purament ondulatòria de la llum per explicar la difracció. La mecànica quàntica actual, els fotons i la idea de la dualitat ona-partícula només tenen una mínima semblança amb el concepte newtonià de la llum.
En la seva Hypothesis of Light ('Hipòtesi de la llum') del 1675, Newton postulava l'existència de l'èter per a transmetre forces entre partícules. El contacte amb el teosofista Henry More va fer reviscolar el seu interès en l'alquímia. Va substituir l'èter per forces ocultes basades en idees hermètiques d'atracció i repulsió entre partícules. John Maynard Keynes, que va adquirir molts dels escrits de Newton sobre alquímia, afirmava que "Newton no va ser pas el primer de l'edat de la raó: va ser l'últim dels mags". L'interès en l'alquímia de Newton no es pot aïllar de les seves contribucions a la ciència. (Era una època en què no hi havia una distinció clara entre l'alquímia i la ciència.) Si no hagués confiat en la idea ocultista de l'acció a distància, a través del buit, potser no hauria arribat a desenvolupar la seva teoria de la gravetat.
El 1704, Newton va publicar Opticks, en què exposava la seva teoria corpuscular de la llum. Considerava que la llum era formada per corpuscles extraordinàriament subtils, que la matèria ordinària era feta de corpuscles més grossos, i especulava que podien intercanviar-se per mitjà d'algun tipus de transmutació alquímica. Deia: "que no són els cossos grollers i la llum convertibles l'un en l'altre, …i que no poden els cossos rebre molta part de la seva activitat de les partícules de llum que entren en la seva composició?" Newton també va construir un generador electroestàtic primitiu de fricció, fent servir un globus de vidre.

#### Alquímia
Newton va dedicar molts esforços a l'estudi de l'alquímia. Va escriure més d'un milió de paraules sobre aquest tema, cosa que va trigar a ser coneguda, ja que l'alquímia era il·legal en aquella època. Com a alquimista, Newton va signar els seus treballs com a Jeova Sanctus Unus, la qual cosa s'interpreta com un lema antitrinitari: Jehovà únic sant, i és, a més un anagrama del nom llatinitzat d'Isaac Newton, Isaacus Neuutonus - Ieova Sanctus Unus.
El primer contacte que va tenir amb l'alquímia fou a través d'Isaac Barrow i Henry More, intel·lectuals de Cambridge, i els textos d'Eirenaeus Philalethes. El 1669, va escriure dos treballs sobre l'alquímia, Theatrum Chemicum i The Vegetation of Metals. En aquest mateix any, fou nomenat professor lucasià de Cambridge.
El 1680, va començar el seu més extens escrit alquímic, Index Chemicus , el qual sobresurt per la seva gran organització i sistematització. El 1692, va escriure dos assaigs, dels quals sobresurt De Natura Acidorum , en què discuteix l'acció química dels àcids per mitjà de la força atractiva de les seves molècules. És interessant veure com relaciona l'alquímia amb el llenguatge físic de les forces.
Durant la següent dècada, va prosseguir els estudis alquímics i escrigué obres com Ripley Expounded, Tabula Smaragdina i el més important, Praxis, que és un conjunt de notes de Triomphe Hermétique de Didier, llibre francès del qual Newton va fer l'única traducció.
Cal esmentar que, des de jove, Newton malfiava de la medicina oficial i feia servir els seus coneixements per a automedicar-se. Molts historiadors consideren el seu ús de remeis alquímics com la font de nombrosos enverinaments que li varen produir crisis nervioses durant gran part de la seva vida.

#### Conflicte entre Cambridge i Jaume II
El 1687, Newton va defensar els drets de la Universitat de Cambridge contra el rei Jaume II i, com a resultat tangible de l'eficàcia que va demostrar en aquesta ocasió, va ser elegit membre del Parlament el 1689, en el moment que el rei era destronat i obligat a exiliar-se. Va mantenir el seu escó en el Parlament durant diversos anys sense mostrar-se, això no obstant, gaire actiu durant els debats. Durant aquest temps, va prosseguir els seus treballs de química, en els quals es va revelar molt competent, encara que no publiqués grans descobriments sobre el tema. Es va dedicar també a l'estudi de la hidroestàtica i de la hidrodinàmica.

### Darrers anys
Després d'haver estat professor durant prop de trenta anys, Newton va abandonar el seu lloc per acceptar la responsabilitat de director de la Casa de la Moneda el 1696. Durant els últims trenta anys de la seva vida, va abandonar pràcticament les seves investigacions i es va consagrar progressivament als estudis religiosos. Va ser elegit president de la Royal Society el 1703 i reelegit cada any fins a la seva mort. El 1705, va ser fet cavaller per l'reina Anna, com a recompensa als serveis prestats a Anglaterra.
Els últims anys de la seva vida es van veure aombrats per la desgraciada controvèrsia, d'envergadura internacional, a propòsit de la prioritat de la invenció de la nova anàlisi matemàtica, disputada per Gottfried Leibniz. Acusacions mútues de plagi, secrets dissimulats en criptogrames, cartes anònimes, tractats inèdits, afirmacions sovint subjectives d'amics i partidaris dels dos gegants enfrontats, zels manifests i esforços desplegats pels conciliadors per a aproximar els clans adversos, que no van acabar fins a la mort de Leibniz, el 1716.
Newton va morir a Londres durant la nit del 31 de març del 1727 (20 de març segons el calendari julià), i va ser enterrat a l'abadia de Westminster enmig dels grans personatges d'Anglaterra.
Després de la seva mort, es va descobrir que, al cos de Newton, hi havia quantitats importants de mercuri, probablement a causa de la seva recerca en alquímia. L'enverinament per mercuri podria explicar l'excentricitat de Newton cap al final de la seva vida.

### Després de mort

#### Fama
El matemàtic francès Lagrange sovint deia que Newton havia estat el geni més gran de la història, i fins i tot va afegir que era «el més afortunat, perquè només es pot establir una vegada un sistema del món». El poeta anglès Alexander Pope va escriure el seu famós epitafi:

Nature and nature's laws lay hid in night;

God said "Let Newton be" and all was light.
('La natura i les lleis de la natura estaven amagades en la nit; Déu digué "Que hi hagi Newton" i tot va ser llum').
Newton era més modest sobre el que havia aconseguit, i escrigué en una famosa carta a Robert Hooke el febrer del 1676:
If I have seen further it is by standing on the shoulders of Giants
('Si he vist més enllà és perquè estava damunt les espatlles de gegants')
encara que els historiadors, generalment, creuen que la cita anterior és més aviat un atac a Hooke (que era baix i geperut) que no pas —o a més de— una afirmació de modèstia. En aquella època, els dos estaven barallats per uns descobriments òptics. Aquesta última interpretació també concorda amb moltes de les altres discussions sobre els seus descobriments, com la de qui havia descobert el càlcul.
Més endavant, Newton va escriure sobre la seva vida:
"No sé com em deu veure el món, però, al meu entendre, em sembla que he estat només com un nen que juga a la vora del mar, i que es diverteix buscant de tant en tant una pedra més polida i una conquilla més bonica del normal, mentre que el gran oceà de la veritat s'exposava davant meu completament desconegut."

Newton va ser respectat durant tota la seva vida com cap altre científic, i prova d'això van ser els diversos càrrecs amb què se'l va honorar. La gran obra de Newton culminava la revolució científica iniciada per Nicolau Copèrnic (1473-1543) i inaugurava un període de confiança sense límits en la raó, extensible a tots els camps del coneixement.

## Teologia

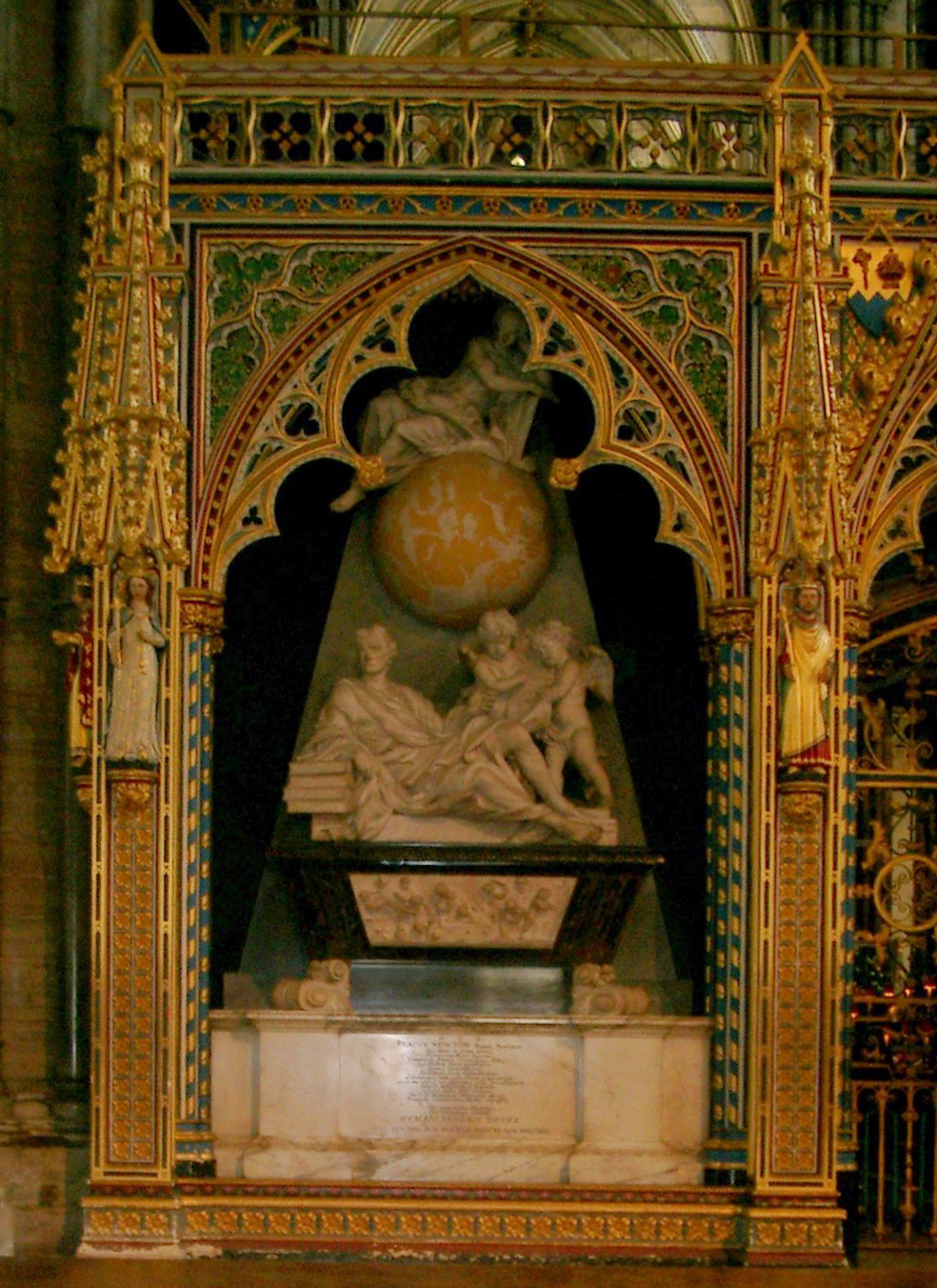
Tomba de Newton a l'Abadia de Westminster

Newton fou profundament religiós tota la seva vida. Fill de pares puritans, va escriure més sobre religió que sobre ciència.
Newton era arrianista i creia en un Déu únic, el Pare. Referent a la teoria de la Trinitat, creia que havien comès un frau en les Sagrades Escriptures i acusà a l'Església de Roma de ser la bèstia de l'Apocalipsi. Per aquest motiu, s'entén per què va escollir signar els seus més secrets manuscrits alquímics com a Jehovah Sanctus Unus: Jehovà Únic Sant. Va relacionar els seus estudis teològics amb els alquímics i creia que Moisès havia estat un alquimista. La seva ideologia antitrinitària li causà problemes, ja que pertanyia al Trinity College, en què estava obligat a sostenir la doctrina de la Trinitat. Newton viatjà a Londres per demanar al rei Carles II d'Anglaterra i d'Escòcia que l'eximira de prendre els ordres sagrats, i la seva sol·licitud li fou atorgada.
Segons l'historiador Stephen Snobelen, «Isaac Newton era un heretge. Però (…) mai no va declarar públicament la seva fe privada —que els ortodoxos haurien considerat extremadament radical. Va amagar la seva fe tan bé que els estudiosos encara estan provant de treure l'entrellat de les seves creences». Snobelen conclou que Newton era, com a mínim, simpatitzant del socinianisme (tenia i havia llegit de dalt a baix com a mínim vuit llibres socinianistes), possiblement arrià i gairebé segur antitrinitari —tres formes antigues del que avui s'anomenaria unitarisme. En una època notable per la intolerància religiosa, hi ha poques expressions públiques de les opinions radicals de Newton. Les més notables en són el seu rebuig a l'ordenació i el fet de rebutjar, al seu llit de mort, de prendre l'eucaristia quan la hi van oferir.
Encara que les lleis del moviment i de la gravitació universal van esdevenir els descobriments més coneguts de Newton, desaconsellava d'utilitzar-les per veure l'univers com una simple màquina, com si fos un gran rellotge. Va dir: "La gravetat explica els moviments dels planetes, però no pot explicar qui va posar-los en marxa. Déu governa totes les coses i sap tot el que és o es pot fer".
Malgrat la seva fama científica, els seus estudis bíblics i dels pares de l'Església també van ser dignes de consideració. Entre les seves obres teològiques, algunes de les més conegudes són:
- An Historical Account of Two Notable Corruptions of Scripture[30]
- Chronology of Ancient Kingdoms (Amended)[31] i
- Observations upon the Prophecies.

Creia en un món immanent racionalment, però rebutjava l'hilozoisme implícit en Leibniz i Baruch Spinoza. Així, l'univers ordenat i informat dinàmicament es podia entendre, i s'havia d'entendre, per una raó activa. En la seva correspondència, Newton va dir que, en escriure els Principia, "tenia un ull a sobre dels principis que poguessin funcionar amb persones de consideració per a la creença en una deïtat." Veia evidències de disseny intel·ligent en el sistema del món: "una uniformitat tan meravellosa en el sistema planetari ha de ser l'efecte d'una elecció". Però Newton insistia que la intervenció divina acabaria sent necessària per a reformar el sistema, a causa del creixement lent d'inestabilitats. D'això, Leibniz se'n reia: "Déu totpoderós ha de donar corda al rellotge de tant en tant: si no, s'aturaria. Sembla que no va tenir prou previsió per fer-hi un moviment perpetu." El seu seguidor Samuel Clarke va defensar vigorosament la postura de Newton en unes cartes a Leibniz que s'han fet famoses.

### Efecte sobre el pensament religiós
La filosofia mecànica de Newton i Robert Boyle va ser promoguda per racionalistes com a alternativa viable al panteisme. La claredat i la simplicitat de la ciència es veia com una manera de combatre alhora els extrems de l'entusiasme supersticiós i l'amenaça de l'ateisme i, alhora, la segona onada de deistes anglesos va utilitzar els descobriments de Newton per a demostrar la possibilitat d'una "religió natural".

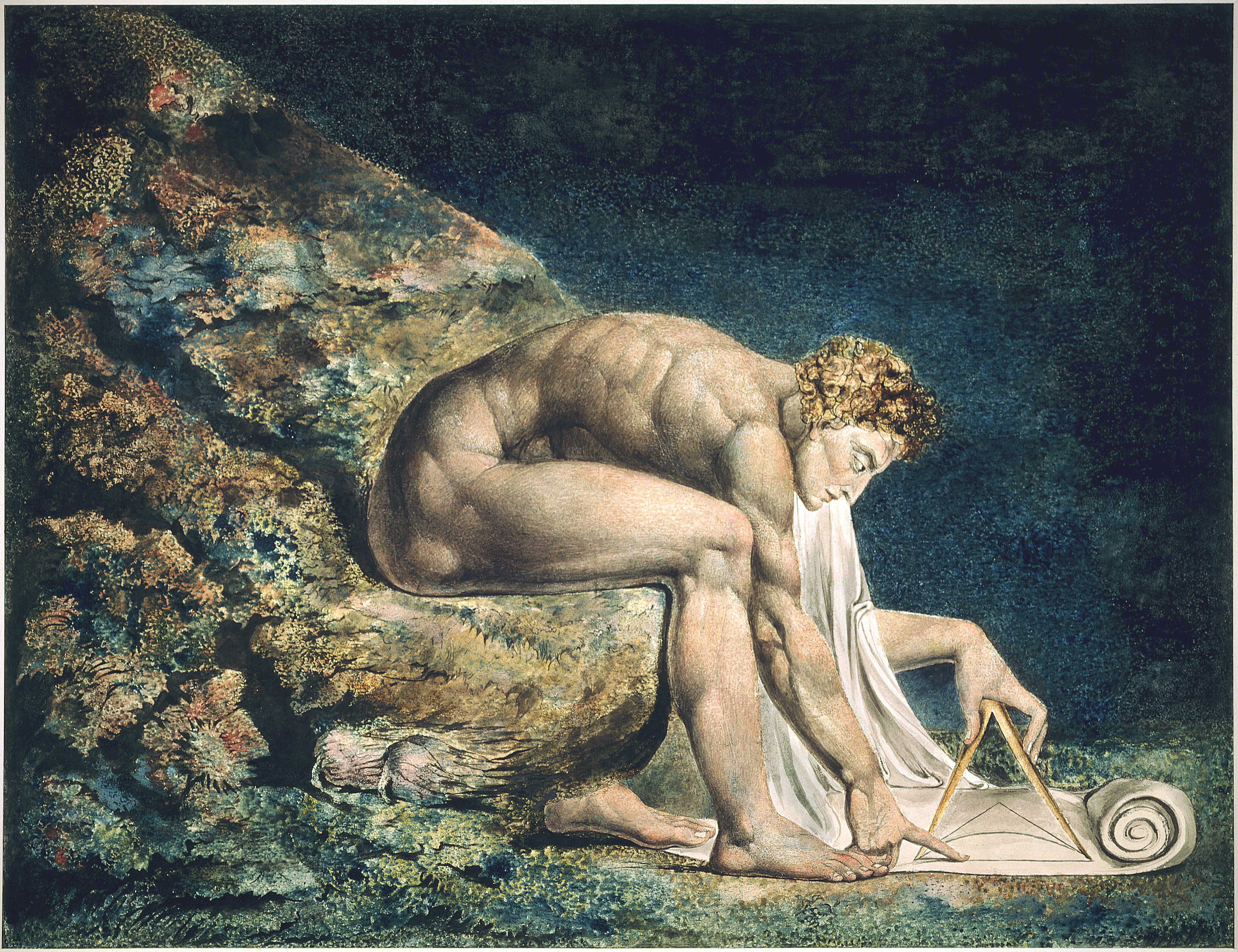
"Newton," per William Blake; Newton es mostra com un "geòmetra diví"

La concepció mecànica de l'Univers de Boyle va donar fonament als atacs contra el «pensament màgic» i la teologia mística cristiana previs a la Il·lustració. Newton va completar les idees de Boyle amb proves matemàtiques, i el que potser és encara més important, les va popularitzar. Newton va recrear el món governat per un Déu intervencionista en un món fabricat per un Déu que dissenya segons principis racionals i universals. Tothom podia descobrir aquests principis, i permetien que tothom perseguís els seus objectius en aquesta vida, sense esperar-ne a la següent, i perfeccionar-se gràcies al poder de la seva raó.

### Opinió sobre la fi del món
En un manuscrit que va escriure l'any 1704, descriu els seus intents d'extraure informació científica a partir de la Bíblia. Va estimar que la fi del món no vindria abans del 2060. En predir-ho, va dir: "Menciono açò no per asseverar quan serà la fi del món, sinó per aturar la bogeria de conjectures de persones fantasioses que sovint predeien la data de la fi del món i amb açò desprestigien les profecies amb cadascuna de les seves errades."

## Filòsofs de la Il·lustració
Els filòsofs de la Il·lustració van triar una llista limitada de predecessors científics —Galileu, Boyle, i Newton sobretot— com a guies i garants de les seves aplicacions dels conceptes de natura i dret natural a tots els camps de les ciències naturals i socials. En aquest respecte, les lliçons de la història i les estructures socials que s'hi havien basat es podien descartar.
La concepció de l'Univers basada en lleis naturals i comprensibles racionalment de Newton va ser una de les llavors de la ideologia de la Il·lustració. Locke i Voltaire van aplicar conceptes de dret natural als sistemes polítics advocant drets intrínsecs; els fisiòcrates i Adam Smith van aplicar conceptes naturals de psicologia i l'interès propi als sistemes econòmics i els sociòlegs van criticar l'ordre social del moment perquè intentaven encabir la història en models naturals de progrés.

## Newton i els falsificadors
Com a responsable de la Seca Reial, Newton va fer l'estimació que el 20% de les monedes recuperades durant la "Gran Encunyació" eren falses. La falsificació era un delicte d'alta traïció, que es castigava penjant, esbudellant i esquarterant els reus. Malgrat tot, era molt difícil d'aconseguir condemnes fins i tot contra els criminals més flagrants; Newton, però, va tenir-hi èxit. Disfressat com a parroquià de bars i tavernes, va recollir-ne moltes proves ell mateix. Newton va ser nomenat jutge de pau i, entre el juny del 1698 i Nadal del 1699, va fer uns 200 interrogatoris de testimonis, informants i sospitosos. Newton va guanyar els seus casos i, el febrer del 1699, tenia deu presoners en espera d'execució.
Un dels casos de Newton com a fiscal del rei va ser contra William Chaloner. Alguns dels estratagemes de Chaloner incloïen muntar conspiracions catòliques falses i delatar els infeliços conspiradors que enredava. Chaloner va acusar la Seca de proporcionar eines als falsificadors (acusació que no era l'únic de fer). Va proposar que se li permetés d'inspeccionar els processos de la Seca per tal de millorar-los. Va fer una petició al Parlament perquè adoptés els seus plans d'una moneda que no es pogués falsificar, mentre continuava encunyant moneda falsa. Newton va fer jutjar Chaloner per falsificació i el va enviar a la presó de Newgate el setembre del 1697, però en Chaloner tenia amics influents que el van ajudar a ser declarat innocent i alliberat. Newton el va fer jutjar una segona vegada amb proves concloents. Chaloner va ser acusat d'alta traïció i penjat, esbudellat i esquarterat el 23 de març del 1699 al patíbul de Tyburn.

## Escrits de Newton
- Method of Fluxions (1671)
- Opticks (1704)
- Arithmetica Universalis (1707)
- Philosophiae Naturalis Principia Mathematica